# Civiltà extraterrestri (saggio)
Civiltà extraterrestri è un saggio di divulgazione scientifica scritto nel 1979 da Isaac Asimov.
Edito in lingua inglese col titolo Extraterrestrial Civilizations dalla casa editrice Crown Publishers Inc. di New York nel 1979, fu tradotto in italiano da Mondadori  nello stesso anno. L'opera ebbe poi altre edizioni, tra cui una coedizione Mondadori-De Agostini e una del Club degli Editori.
In questo saggio Asimov analizza, procedendo con rigore scientifico, la possibilità di esistenza di culture avanzate, oltre alla nostra, nell'universo, e in particolare nella Via Lattea.
Il libro si apre col quesito: «La domanda è: siamo soli?».
Attraverso uno stringente metodo deduttivo, sulla base delle conoscenze scientifiche dell'epoca in cui il libro fu scritto, l'autore giunge alla conclusione che altre civiltà debbano esistere in altri sistemi solari, dando anche una valutazione del loro numero.
Partendo da una stima del numero di stelle della nostra galassia di 300 miliardi, nei primi dieci capitoli Asimov espone in passi successivi, con dettagliate argomentazioni di tipo astronomico, biologico e culturale, come si può arrivare a tale valutazione:
1. Sistemi planetari appartenenti ad una stella simile al Sole (popolazione I, di seconda generazione): 75 miliardi
2. Sistemi planetari di cui al punto 1 che hanno un'ecosfera utile: 5,2 miliardi
3. Sistemi planetari che hanno un'ecosfera utile al cui interno sia presente almeno un pianeta: 2 miliardi e 500 milioni
4. Sistemi planetari di cui al punto 3 in cui almeno un pianeta (o satellite) è di tipo terrestre: 1 miliardo e 300 milioni
5. Pianeti adatti a sviluppare la vita (come la conosciamo) nella nostra galassia: 650 milioni
6. Pianeti in cui è effettivamente nata la vita: 600 milioni
7. Pianeti che hanno generato una vita multicellulare: 433 milioni
8. Pianeti che hanno sviluppato una ricca vita terrestre: 416 milioni
9. Pianeti in cui è sorta una civiltà tecnologica: 390 milioni
10. Numero di pianeti della nostra galassia in cui è attualmente in essere una civiltà tecnologica: 530.000

Dopo essere giunto a questo sorprendente risultato, Asimov si pone l'interrogativo noto come paradosso di Fermi: se vi è attualmente un numero così elevato di civiltà extraterrestri, come mai non abbiamo né abbiamo mai avuto alcun indizio della loro esistenza? La risposta più probabile, alla quale giunge dopo aver esaminato molte ipotesi, è che le enormi distanze interstellari siano un ostacolo insuperabile anche per le civiltà tecnologicamente più avanzate.
Negli ultimi tre capitoli l'autore esamina la possibilità che in futuro si possa giungere ad accertare, tramite segnali radio, la presenza di altre civiltà evolute nelle nostre vicinanze.